# Otto Michael Knab
Otto Michael Knab (* 16. März 1905 in Simbach am Inn; † 12. Dezember 1990 in Fresno, Kalifornien, USA) war ein deutscher Journalist, der 1934 vor der NS-Herrschaft in die Schweiz fliehen musste.

## Leben
Knab wurde als Kleinkind von dem Ehepaar Otto und Margarete Knab adoptiert. Der (Adoptiv)-Vater war Geheimer Regierungsrat und General-Kriegszahlmeister in München. Beide Elternteile waren katholisch, und Knab, der mit acht Jahren seinen Vater verlor, sollte entsprechend dem Wunsch der Mutter Priester werden. Er brach jedoch nach vier Jahren an einer höheren Schule in Altötting diese Ausbildung ab und absolvierte von 1920 bis 1924 eine Druckerlehre. Ab 1922 war er Mitglied im Kolpingverein, ab 1924 arbeitete er als Setzer und Redaktionsassistent beim Land- und Seeboten in Starnberg. 1926 übernahm er die Redaktion und ab 1929 die Chefredaktion. Im selben Jahr heiratete er die gleichaltrige Judith Adele Bultmann (* 1905), mit der er vier Kinder hatte. Ende Juni 1934 flüchtete Knab mit seiner Familie in die Schweiz. Die Flucht war allem Anschein nach geplant worden, denn Frau und – damals zwei – Kinder fuhren bereits eine Woche vorab an den Vierwaldstättersee, während Knab sich am Abend des 30. Juni 1934 (Nacht des Röhm-Putsches) von einem Freund mit einem Motorrad an die Schweizer Grenze bringen ließ. Bei Walchwil am Zugersee fand er einen neuen Wohnsitz.

Im Sommer 1936 wurde Knab wegen „staatsfeindlichen Verhaltens“ die deutsche Staatsbürgerschaft aberkannt. 1939 verlängerten die Schweizer Behörden auch Knabs Aufenthaltsgenehmigung nicht mehr, so blieb ihm mit seiner Familie kein anderer Weg, als in die USA auszuwandern. Anfangs kurzzeitig als Werftarbeiter tätig, wurde er in der Zeit von 1940 bis 1944 Mitarbeiter eines deutschsprachigen katholischen Wochenblattes der Benediktiner in Mont Angel/Oregon. Später arbeitete er als Produktionsmanager im Druckereigewerbe, und anschließend bekam er eine Stelle als Redakteur von Verwaltungspublikationen im US-Staatsdienst. 1969/70 kam er für ein halbes Jahr nach Starnberg, wo er an dem Heimatbuch Stadt Starnberg mitarbeitete.
Am 12. Dezember 1990 verstarb Otto Michael Knab in Fresno, Kalifornien mit 85 Jahren. Er ist im Mont Calvary Cemetery in Portland (Oregon) (W-729-2) begraben.

## Schaffen
Knab hatte sich vom Drucker zum Redakteur und ab 1929 zum Chefredakteur des Land- und Seeboten in Starnberg hochgearbeitet. Da er nach 1933 immer mehr eine kritische Sichtweise gegenüber der NS-Herrschaft entwickelte – die regionale NS-Verwaltung zwang ihm vorgefertigte Artikel auf, die unter seinem Namen zu veröffentlichen waren –, entschloss er sich Ende Juni 1934 zur Flucht in die Schweiz. Dort schrieb er mit Kleinstadt unterm Hakenkreuz umgehend ein Zeugnis Starnberger NS-Geschichte, in dem er seine Eindrücke detailgenau wiedergab. Er beschrieb seine geistige Unterdrückung durch ein Regime, das ihm immer fremder wurde. Sicher hätten viele seiner Zeitgenossen in der Anfangszeit der aufkommenden NS-Herrschaft versucht, dem Ganzen noch positive Seiten abzugewinnen, in der Hoffnung, es könnte sich mit der Zeit zum Besseren wenden. Dass diese Hoffnung sehr bald bitter enttäuscht und ins Gegenteil verkehrt wurde, hätten viele mit fortschreitender Radikalisierung durch die NSDAP und ihrem brutalen Umgang mit Andersdenkenden am eigenen Leib erfahren müssen. Diese Schrift zeigt, wie ein sehr wohl vorhandener Widerstand im Keim erstickt wurde: wie die öffentliche Meinung manipuliert wurde, wie Redakteuren die Inhalte ihrer Artikel in Form und Ton aufgezwungen wurden und wie sich eine ehedem gesellschaftliche Unterschicht an die Macht schob. Widerstand oder öffentlich anderes Denken, als vom Staat verordnet, bedeuteten entweder den Verlust der Arbeit und damit der Lebensgrundlage oder die Einlieferung in das KZ Dachau, im schlimmsten Fall die Liquidierung mit oder ohne Prozess.
Knab suchte einen anderen Ausweg. Er setzte sich ins Ausland ab, um dem Schicksal der Einlieferung ins KZ zu entgehen. Wie sehr ihn die Geschehnisse in Starnberg bewegten, wird in seinem ersten Buch, Kleinstadt unterm Hakenkreuz, deutlich, das er umgehend nach seiner Flucht schrieb und in dem er seine Erlebnisse der letzten eineinhalb Jahre wiedergab. Er zog oftmals die Handlungsweise der Akteure ins Lächerliche, und gerade das war für die Leute unerträglich, deren Streben, als Gründer des Tausendjährigen Reiches in die Geschichte einzugehen, im Ansehen beschädigt wurde. Er beschrieb, wie Recht und Gesetz mit der Begründung einer seit 1933 laufenden Revolution außer Kraft gesetzt wurden und somit alle Gegner als vogelfrei betrachtet und tyrannisiert werden konnten. Am Erstaunlichsten ist jedoch die Abschlussbemerkung Knabs, in der er den Niedergang des Systems bereits 1934 prophezeite, wenn er schreibt: „Aber einmal wird das Volk sehen und abschütteln, was ihm heute die Verachtung der Welt und das Mitleid der Welt eingetragen hat.“ Das Buch kam 1938 auf den Index der Liste des schädlichen und unerwünschten Schrifttums der Nationalsozialisten. Während seiner Schweizer Zeit war er für zahlreiche Zeitungen journalistisch tätig (Neue Zürcher Nachrichten, Luzerner Neuste Nachrichten, Schweizerische Rundschau u. a.). Außerdem arbeitete er mit Waldemar Gurian zusammen, bei dem er Mitherausgeber der katholischen Exilzeitschrift Deutsche Briefe war, die 1938 auf politischen Druck der Schweizer Behörden ihr Erscheinen einstellen musste.
1938 erschien ein weiteres Buch, betitelt: Die Stunde des Barabbas, in dem das Schicksal eines Priesters beschrieben wird, der unter der NS-Herrschaft zu Tode kam.
Zu seinen bekanntesten Werken gehören Otto Michael Knab’s Fox Fables, die 1966 von seinem Sohn Bernhard M. Knab herausgegeben wurden.
Knabs stark katholisch geprägte Lebensanschauung und die unterschwellig immer wiederkehrende Auseinandersetzung mit den Folgen des NS-Regimes bestimmten sein Lebenswerk.

## Werke (Auswahl)
- Kleinstadt unterm Hakenkreuz. Groteske Erinnerungen aus Bayern. Luzern 1934.
- So einfach ist es nicht. Eine Geschichte von Mut und Übermut. Verlag Benziger, Einsiedeln/Köln 1936.
- Ärgernis (Roman). Verlag Pustet, 1936 (online).
- Die Stunde des Barabbas (unter dem Pseudonym „Otto Michael“ erschienen). Luzern 1938; (1943 Neuauflage in den USA als The hour of Barabbas).
- Otto Michael Knab’s Fox Fables. Washington 1966 (Hrsg. Bernhard M. Knab).
- In My Second Language. Verlag Binsford & Mort, Portland, Oregon, 1977.